# Слошево-Кольонія
Слошево-Кольонія (пол. Słoszewo-Kolonia) — село в Польщі, у гміні Плонськ Плонського повіту Мазовецького воєводства.
Населення — 96 осіб (2011).
У 1975-1998 роках село належало до Цехановського воєводства.

## Демографія
Демографічна структура станом на 31 березня 2011 року:
|          | Загалом | Допрацездатний вік | Працездатний вік | Постпрацездатний вік |
| -------- | ------- | ------------------ | ---------------- | -------------------- |
| Чоловіки | 50      | 15                 | 33               | 2                    |
| Жінки    | 46      | 7                  | 28               | 11                   |
| Разом    | 96      | 22                 | 61               | 13                   |